# Comté de Mercer (New Jersey)
Pour les articles homonymes, voir Comté de Mercer.
Le comté de Mercer (en anglais : Mercer County) est un comté américain situé dans l'État du New Jersey. Sa population est de 387 340 habitants au recensement de 2020. Le siège de comté est Trenton.
Le comté est créé le 22 février 1838 à partir de municipalités des comtés de Hunterdon, Burlington et Middlesex. Il est nommé en l'honneur de Hugh Mercer.
Il fait à la fois partie du grand Philadelphie et du grand New York.

## Comtés adjacents
- Comté de Somerset - nord
- Comté de Middlesex - nord-est
- Comté de Monmouth - est
- Comté de Burlington - sud
- Comté de Bucks, Pennsylvanie - ouest
- Comté de Hunterdon - nord-ouest

## Municipalités

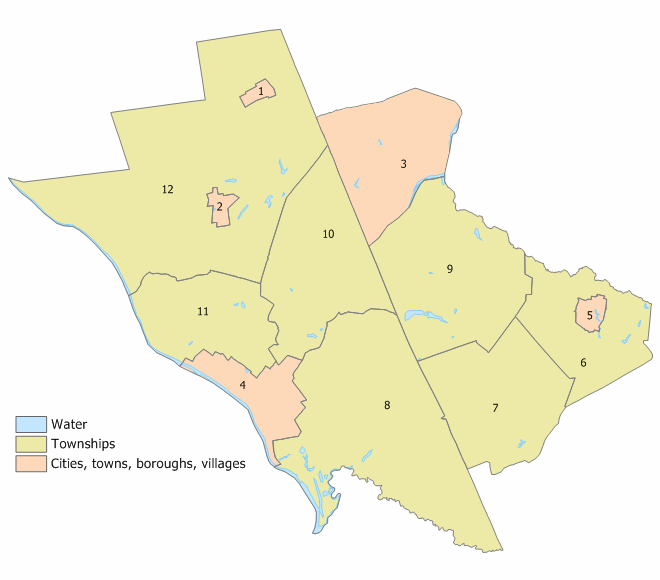
Carte des municipalités du comté.

- East Windsor Township (6)
- Ewing Township (11)
- Hamilton Township (8)
- Hightstown (5)
- Hopewell (1)
- Hopewell Township (12)
- Lawrence Township (10)
- Pennington (2)
- Princeton (3)
- Robbinsville Township (7)
- Trenton (4)
- West Windsor Township (9)

## Transport
- Aéroport de Trenton-Mercer

## Démographie
| Groupe            | Comté de Mercer | New Jersey | États-Unis |
| ----------------- | --------------- | ---------- | ---------- |
| Blancs            | 54,5            | 68,6       | 72,4       |
| Latino-Américains | 21,6            | 17,7       | 16,7       |
| Afro-Américains   | 13,6            | 13,7       | 12,6       |
| Asiatiques        | 11              | 8,6        | 4,8        |
| Amérindiens       | 0,7             | 0,3        | 0,9        |
| Autres            | 1,8             | 6,4        | 6,4        |
| Total             | 100             | 100        | 100        |
|                   |                 |            |            |

Selon l'American Community Survey, pour la période 2011-2015, 70,97 % de la population âgée de plus de 5 ans déclare parler l'anglais à la maison, 13,74 % déclare parler l’espagnol, 2,48 % une langue chinoise, 1,11 % l'hindi, 1,01 % le polonais, 0,95 % l'italien, 0,93 % un créole français, 0,86 % le français, 0,76 % le gujarati, 0,69 % le coréen et 6,50 % une autre langue.